# Edo Bosch
Juan Ignacio Edo Bosch ComM (Barcelona, 3 de setembro de 1975), ou simplesmente Edo Bosch, é um guarda-redes em hóquei em patins de Portugal.
Representou a equipa de hóquei em patins do FC Porto.
Edo Bosch nasceu em Barcelona e chegou ao FC Porto na época de 97/98. O seu percurso desportivo começou quando era ainda muito jovem. Aos cinco anos entrou no mundo dos patins, onde o ensino do hóquei era feito nas escolas. Começou na «Maristas Sants», onde se manteve até aos juvenis e onde o pai, também hoquista e duas vezes campeão do mundo, se tinha iniciado. Ingressou, depois, nas camadas jovens do Barcelona, de onde se transferiu para o VilaNova, onde passou a sénior. E foi já como sénior que se manteve três épocas no Reus Deportivo e uma no Noia Freixenet. Foi então que recebeu uma chamada em que o convidavam a ingressar no FC Porto.
Edo Bosch, que já representou a seleção de hóquei do seu país, não o tem feito por um incidente ocorrido há algum tempo com o selecionador espanhol, apesar do seu inegável valor. Nos jogos que fez pela seleção espanhola, Edo defrontou a de Portugal, país que já o acolhia na altura.
A 16 de julho de 2019, foi agraciado com o grau de Comendador da Ordem do Mérito, de Portugal.